# Goldener Grund

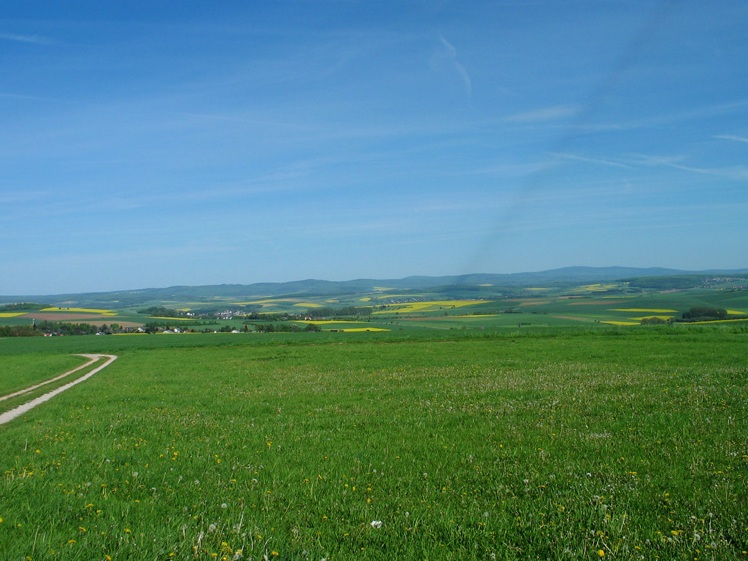
Blick über den Goldenen Grund in Richtung des östlichen Hintertaunus und Hochtaunus

Der Goldene Grund ist ein Naturraum (Kennziffer 303.0) im Taunus (Haupteinheitengruppe 30) in Mittelhessen und der nördliche Teil der Idsteiner Senke (Haupteinheit 303), die das Limburger Becken (311) mit dem Hauptkamm des Hohen Taunus (301) im Süden verbindet und den Hintertaunus in einen Ost- und einen Westteil unterteilt.

## Geographie
Der Goldene Grund breitet sich entlang des nach Norden fließenden Flusses Emsbach auf rund 32 km² vom nördlichen Ende des Idsteiner Waldes (303.3) bei Walsdorf über die Stadt Bad Camberg bis zu deren Stadtteil Oberselters aus. Im landläufigen Sinne wird der Goldene Grund noch etwas weiter dem Emsbach folgend und die Orte Niederselters, Oberbrechen, Niederbrechen, Lindenholzhausen, Ennerich und Eschhofen umfassend bis zu seiner Mündung in die Lahn im Limburger Becken gesehen.
Der Goldene Grund ist die naturräumliche Untereinheit mit der Kennziffer 303.0 innerhalb der Idsteiner Senke (Haupteinheit 303). Er öffnet sich nach Norden trichterförmig zum Limburger Becken, das als Tertiärbecken mit der Idsteiner Senke in enger genetischer Beziehung steht.
Durch den Goldenen Grund führen die alte Handelsstraße Frankfurt am Main–Köln (Via Publica), die der heutigen Bundesstraße 8 entspricht, die Main-Lahn-Bahn sowie die Bundesautobahn 3, alle in etwa parallel zueinander und annähernd in Nord-Süd-Richtung.

## Namensgebung
Der Name leitet sich von dem in diesem Gebiet besonders fruchtbaren Lössboden ab. Das Sedimentgestein wurde im Eiszeitalter während der Kaltzeiten aus den durch die Armut an Vegetation ungeschützten Böden vom Wind ausgeblasen und an geschützten Stellen wieder abgelagert. Im äußersten Norden zwischen Ober- und Niederselters finden sich Mineralquellen.

## Geschichte

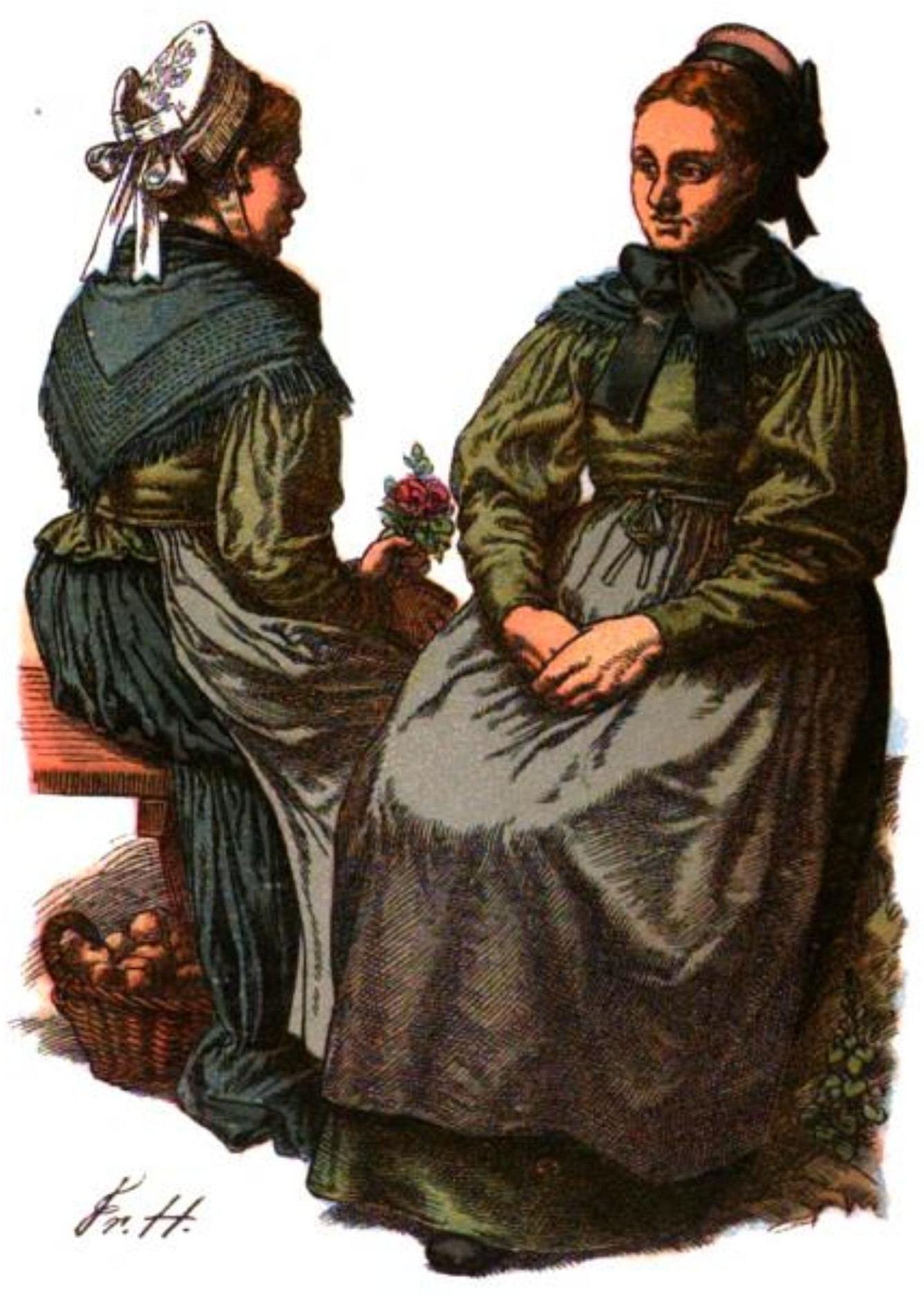
Tracht des ausgehenden 19. Jahrhunderts aus dem Goldenen Grund

In der Idsteiner Senke hat aufwendige Landschaftsarchäologie mindestens 66 sogenannte bandkeramische Häuser nachgewiesen: sie zeigen, wie erste sesshafte Ackerbauern in Hessen vor rund 7500 Jahren lebten.
Aufgrund seiner Missionstätigkeit und der Stiftung des Klosters Walsdorf im 12. Jahrhundert wird der Priester Gottfried von Beselich in einer alten Klosterchronik auch als „Apostel des Goldenen Grundes“ bezeichnet.

### Städte und Ortschaften im Goldenen Grund

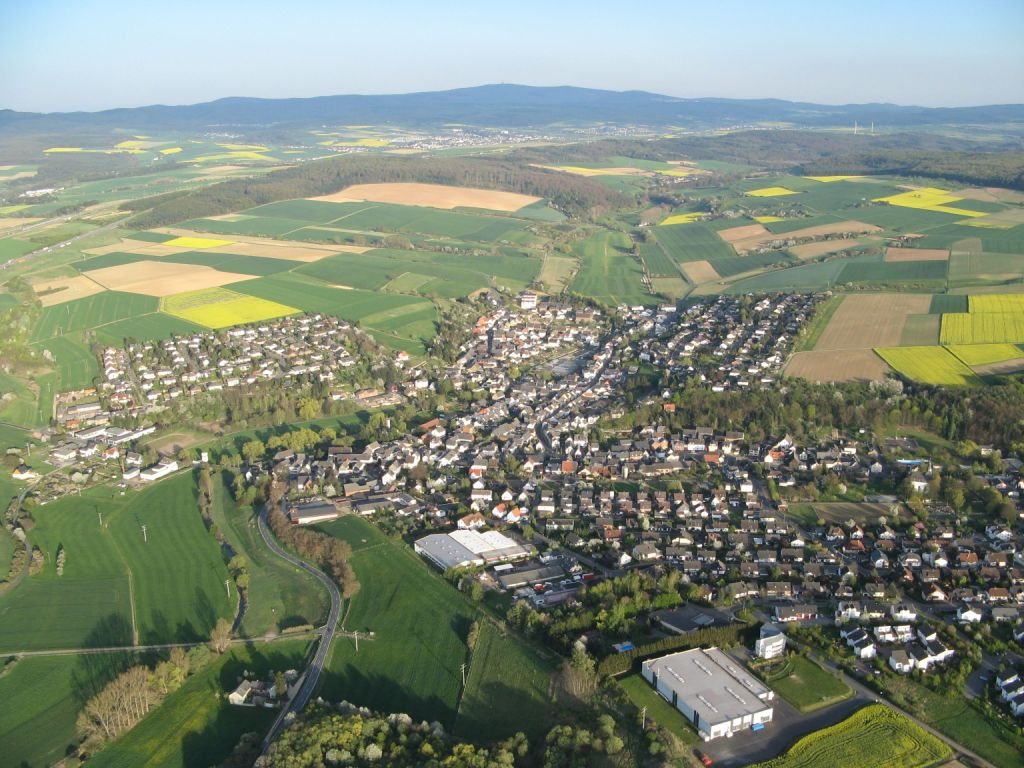
Blick über den Goldenen Grund von Westen zum östlichen Hintertaunus und Hochtaunus, links, mittlerer Bildrand die A3, vorne Dauborn

Dem Flusslauf des Emsbaches von Süd nach Nord folgend, liegen die folgenden Ortschaften im Goldenen Grund:
- Naturraum Goldener Grund
  - Walsdorf (Stadt Idstein)
  - Wörsdorf (Stadt Idstein)
  - Würges (Stadt Bad Camberg)
  - Bad Camberg
  - Erbach (Stadt Bad Camberg)
  - Oberselters (Stadt Bad Camberg)
- Norden des landläufigen Goldenen Grundes im Limburger Becken
  - Niederselters
  - Oberbrechen
  - Werschau
  - Niederbrechen
  - Dauborn
  - Lindenholzhausen
  - Ennerich
  - Eschhofen